# Charlie & Boots
Charlie & Boots (Portugal, Tal Pai, Tal Filho) é um filme australiano dos gêneros aventura, comédia e drama dirigido por Dean Murphy; lançado em 2009, foi protagonizado por Paul Hogan e Shane Jacobson.